# Marcello Marchesi
Marcello Marchesi (Milano, 4 aprile 1912 – Cabras, 19 luglio 1978) è stato uno scrittore, sceneggiatore, regista cinematografico e teatrale, paroliere, cantante e attore italiano.
Fu anche autore di programmi televisivi e radiofonici, giornalista, pubblicitario e talent scout (lanciò fra gli altri Sandra Mondaini, Gino Bramieri, Walter Chiari, Gianni Morandi, Cochi e Renato). A lui si devono gli slogan pubblicitari più famosi della televisione italiana del XX secolo: «Con quel sorriso può dire ciò che vuole», «Non è vero che tutto fa brodo», «Il brandy che crea un'atmosfera», «Il signore sì che se ne intende».

## Biografia

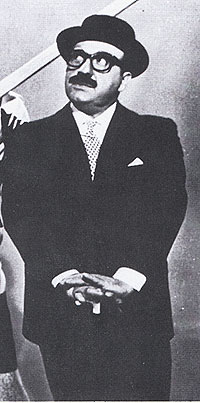

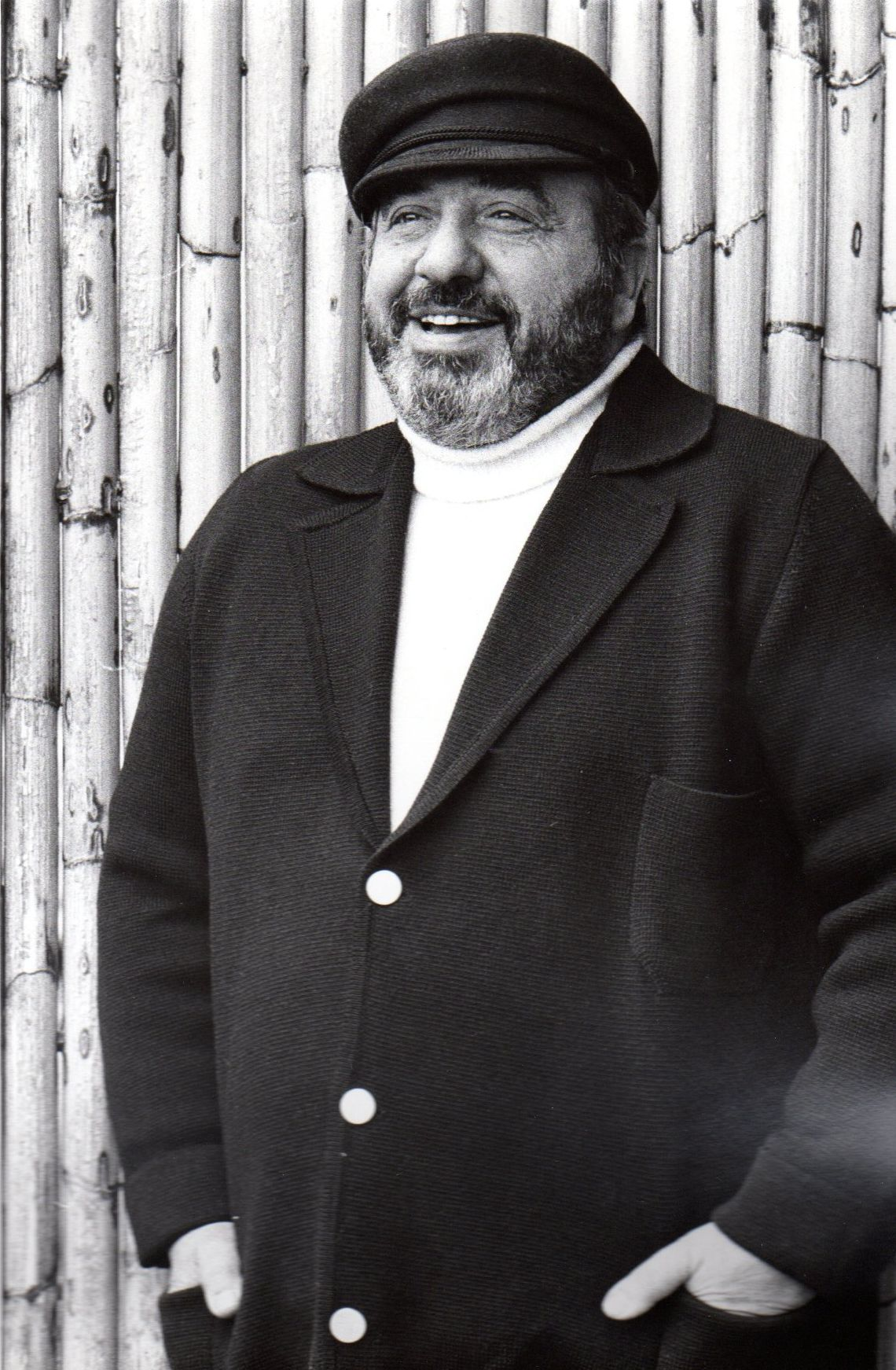
Marcello Marchesi

Marcello Marchesi, uno degli intellettuali più originali del dopoguerra, nacque a Milano il 4 aprile 1912.
Ultimo di sei fratelli, trascorse l'infanzia e l'adolescenza a Roma presso lo zio Guido (a lui intitolò la sua prima opera Aria de Roma, pubblicata a vent'anni nel 1932). Dopo la morte dello zio ritornò a Milano, dove si laureò in giurisprudenza. Successivamente iniziò ad allestire spettacoli teatrali. L'editore Andrea Rizzoli lo notò e lo chiamò a collaborare con il giornale umoristico Bertoldo, di cui era proprietario. Da lì Marchesi iniziò la sua attività di giornalista per molte testate (tra cui il Marc'Aurelio, il Tascabile di Zavattini, e Omnibus di Leo Longanesi), continuando poi a scrivere programmi radiofonici per l'EIAR, poi Rai (a cominciare da AZ radioenciclopedia del 1937 e Cinquemilalire per un sorriso del 1939, fino ad arrivare negli anni settanta a Quarto Programma, con Maurizio Costanzo, Dino Verde ed Enrico Vaime, e Kursaal) e canzoni per l'orchestra Circolo Jazz Hot, di cui era cantante solista, e per altri artisti (tra gli altri per Vittorio De Sica).
Fu scrittore e regista di una cinquantina di testi per il teatro di rivista, interpretati da Carlo Dapporto, Walter Chiari, Ugo Tognazzi, Gino Bramieri, Wanda Osiris, Alberto Sordi. Fu sceneggiatore, insieme con Vittorio Metz, di molti film di Totò, e regista di sette film, tra cui Milano miliardaria, con Scotti e la Barzizza, Era lui, sì, sì!, con Walter Chiari, in cui compaiono tre odalische a seno nudo (censurate in Italia), tra cui una giovanissima Sophia Loren.
Dopo l'esordio letterario nel 1932 con la raccolta di poesie Aria de Roma, negli anni sessanta pubblicò la trilogia Essere o benessere (1962), Diario futile di un signore di mezza età (1963) e Il sadico del villaggio (1964). Tra i suoi libri figurano anche Il presente si muove, Sancta pubblicitas, Il definizionario, I cento neoproverbi, Il meglio del peggio, I libri degli scherzi, e i romanzi Il malloppo, premio per l'estate 1972, e Sette zie (1977). Tradusse per la casa editrice Mondadori alcuni dei primi albi di Asterix.
Nel 1939 avviene la svolta per la sua carriera teatrale e cinematografica, quando conosce Macario. Inizia a lavorare per lui nella rivista teatrale Trenta donne e un cameriere; inoltre scrive le battute per quello che viene considerato il primo film comico italiano, Imputato alzatevi. Da quel momento la sua carriera è in continua ascesa e con la rivista di Macario impara e si allena per i successivi sketch radiofonici e televisivi. Durante la seconda guerra mondiale prende parte alle operazioni in Africa settentrionale. Nella battaglia di El Alamein (1942) viene ferito ad un polmone. Dopo la guerra si trasferisce a Roma come autore radiofonico prima e televisivo poi.
Nel 1948 sposa Olga Barberis, torna a Milano, e sotto consiglio di sua moglie compra una casa in via Pietro Mascagni e un piccolo studio in via Livorno. Gli anni '50 e '60 furono anni d'oro. Per la televisione scrisse e realizzò spettacoli come Il signore di mezza età, Te lo ricordi, Invito al sorriso, Ti conosco mascherina, La prova del nove, Questo sì questo no, La piazzetta, Lui e lei, Lei, lui e gli altri, Valentina, Le piace la mia faccia, L'amico del giaguaro e Canzonissima (le edizioni del 1968 e del 1972). Inoltre fu attivissimo copywriter, firmando più di 4.000 caroselli e notissimi slogan pubblicitari.
Alla fine degli anni '60 Marchesi si separò dalla moglie. Tornò a Roma. Il primo grande lavoro fu Canzonissima 1972: fu autore del programma e della sigla iniziale, la fortunata Vieni via con me (Taratapunzi-e): la canzone fu seconda in classifica e fu disco d'oro. A Roma si innamorò di una ragazza di origini sarde, Enrica Sisti. Nel 1976 la sposò e, a sessantaquattro anni, divenne padre di Stefano Massimo. Nel 1977 fu tra gli autori del varietà televisivo Il guazzabuglio, diretto da Enzo Trapani.
Morì il 19 luglio 1978 a 66 anni, a San Giovanni di Sinis, in Sardegna. Mentre nuotava fu sbalzato da un'onda contro uno scoglio. Dopo aver sbattuto la testa, annegò.
Sempre in Sardegna, a Setzu, Marchesi possedeva una villa in cui si rifugiava per scrivere; vi si trova tuttora la biblioteca a lui intitolata, con vari cimeli, e i suoi libri.

Nel 2000 il comune di Roma gli ha dedicato una strada nel quartiere Vallerano.

## Vita privata
Negli anni della gioventù Marcello Marchesi si innamorò di Olga Barberis, una ragazza che durante l'estate frequentava le spiagge liguri. Un giorno prese la bicicletta, partì da Roma e la raggiunse. Il gesto eclatante conquistò la ragazza. I due si sposarono e per un periodo vissero insieme a Milano, per poi spostarsi a Roma e tornare nuovamente a Milano, tutti spostamenti fortemente voluti dalla moglie. Un giorno, tornando a casa, Marchesi trovò la domestica rattristata che gli comunicò "povera signora, l'avvocato è morto". Marcello Marchesi scoprì così che tutti gli spostamenti Roma-Milano erano dovuti alla volontà della moglie di seguire il suo amante, l'«avvocato», che era in realtà il suo commercialista.
 
La lasciò, tornò a Roma, si innamorò dell'attrice e cantante Gisella Pagano, con la quale convisse per alcuni anni fino a quando lei lo lasciò per diventare la compagna dell'On. Loris Fortuna. Nel 1976 sposò la sua governante ed ebbe un figlio all'età di 63 anni. Per la felicità della nuova vita aumentò di 10 kg.

## Canzoni scritte da Marcello Marchesi
| Anno | Titolo                          | Autori del testo                                 | Autori della musica            | Interpreti                                 |
| ---- | ------------------------------- | ------------------------------------------------ | ------------------------------ | ------------------------------------------ |
| 1936 | Mai, mai mai                    | Marcello Marchesi                                | Ezio Levi                      | Orchestra Circolo Jazz Hot                 |
| 1936 | Lisetta va alla moda italiana   | Marcello Marchesi                                | Ezio Levi                      | Vittorio De Sica                           |
| 1936 | Amore e tifo (Elisabetta)       | Marcello Marchesi                                | Ezio Levi                      | Vittorio De Sica                           |
| 1936 | Io non credo se non vedo        | Marcello Marchesi                                | Ezio Levi                      | Vittorio De Sica                           |
| 1936 | Dipende da te                   | Marcello Marchesi                                | Ezio Levi                      | Vittorio De Sica                           |
| 1938 | Non si può vivere senza l'amore | Marcello Marchesi                                | Mario Nascimbene               | Trio Vocale Americano Dunk's Rhytm Sisters |
| 1951 | Bellezze in bicicletta          | Marcello Marchesi                                | Giovanni D'Anzi                | Silvana Pampanini                          |
| 1957 | Susanna tutta panna             | Marcello Marchesi e Alberto Testa                | Piero Piccioni e Ezio Levi     | Quartetto Cetra                            |
| 1962 | Non è vero che tutto fa brodo   | Marcello Marchesi                                | Giampiero Boneschi             | Gino Bramieri                              |
| 1963 | Che me ne faccio del latino     | Marcello Marchesi e Luciano Beretta              | Mario Bertolazzi               | Gianni Morandi                             |
| 1963 | Il primo whisky                 | Marcello Marchesi e Luciano Beretta              | Mario Bertolazzi               | Gianni Morandi                             |
| 1963 | Che bella età                   | Marcello Marchesi e Luciano Beretta              | Mario Bertolazzi               | Marcello Marchesi                          |
| 1963 | Ah! se avessi vent'anni di meno | Marcello Marchesi e Luciano Beretta              | Mario Bertolazzi               | Marcello Marchesi                          |
| 1963 | Bella tardona                   | Marcello Marchesi e Luciano Beretta              | Mario Bertolazzi               | Marcello Marchesi                          |
| 1963 | Vorrei essere te                | Marcello Marchesi                                | Mario Bertolazzi               | Neria Nanni                                |
| 1963 | Sono vivo                       | Marcello Marchesi e Luciano Beretta              | Mario Bertolazzi               | Marcello Marchesi                          |
| 1963 | L'età del jazz                  | Marcello Marchesi                                | Mario Bertolazzi               | Marcello Marchesi                          |
| 1963 | Però, però, peccato             | Marcello Marchesi e Luciano Beretta              | Mario Bertolazzi               | Marcello Marchesi                          |
| 1966 | Ho soffrito per te              | Marcello Marchesi e Leo Chiosso                  | Enzo Jannacci                  | Cochi e Renato, Enzo Jannacci              |
| 1968 | Ok Carola                       | Marcello Marchesi, Italo Terzoli ed Enrico Vaime | Gorni Kramer                   | Ric e Gian                                 |
| 1972 | Taratapunziè                    | Marcello Marchesi e Dino Verde                   | Enrico Simonetti e Pippo Baudo | Loretta Goggi                              |

## Discografia parziale

### 45 giri
- 1963: Che bell'età/Ah! Se avessi vent'anni di meno (CGD, N 9448)
- 1963: Bella tardona/Sono vivo (CGD, N 9449)
- 1963: L'età del jazz/Però, però, peccato (CGD, N 9451)

## Filmografia parziale

### Regista e sceneggiatore
- Milano miliardaria, diretto insieme a Vittorio Metz (1951)
- Era lui, si, si!, diretto insieme a Vittorio Metz (1951)
- Sette ore di guai, diretto insieme a Vittorio Metz (1951)
- Il mago per forza, diretto insieme a Marino Girolami e Vittorio Metz (1951)
- Tizio Caio Sempronio, diretto insieme a Vittorio Metz e Alberto Pozzetti (1952)
- Lo sai che i papaveri..., diretto insieme a Vittorio Metz (1952)
- Noi due soli, diretto insieme a Marino Girolami e Vittorio Metz (1952)

### Sceneggiatore
- Il pirata sono io!, regia di Mario Mattoli (1940)
- Non me lo dire!, regia di Mario Mattoli (1940)
- Catene invisibili, regia di Mario Mattoli (1942)
- Labbra serrate, regia di Mario Mattoli (1942)
- Circo equestre Za-bum, regia di Mario Mattoli (1944)
- Tutta la città canta, regia di Riccardo Freda (1945)
- Accidenti alla guerra!..., regia di Giorgio Simonelli (1948)
- Fifa e arena, regia di Mario Mattoli (1948)
- Totò al giro d'Italia, regia di Mario Mattoli (1948)
- Signorinella, regia di Mario Mattoli (1949)
- I pompieri di Viggiù, regia di Mario Mattoli (1949)
- L'imperatore di Capri, regia di Luigi Comencini (1949)
- Adamo ed Eva, regia di Mario Mattoli (1949)
- Biancaneve e i sette ladri, regia di Giacomo Gentilomo (1949)
- È arrivato il cavaliere, regia di Mario Monicelli e Steno (1950)
- Il monello della strada, regia di Carlo Borghesio (1950)
- Figaro qua, Figaro là, regia di Carlo Ludovico Bragaglia (1950)
- Tototarzan, regia di Mario Mattoli (1950)
- Totò sceicco, regia di Mario Mattoli (1950)
- 47 morto che parla, regia di Carlo Ludovico Bragaglia (1950)
- Bellezze in bicicletta, regia di Carlo Campogalliani (1951)
- Una bruna indiavolata, regia di Carlo Ludovico Bragaglia (1951)
- La paura fa 90, regia di Giorgio Simonelli (1951)
- Totò terzo uomo, regia di Mario Mattoli (1951)
- I cadetti di Guascogna, regia di Mario Mattoli (1951)
- Arrivano i nostri, regia di Mario Mattoli (1951)
- Io sono il Capataz, regia di Giorgio Simonelli (1951)
- Libera uscita, regia di Duilio Coletti (1951)
- Era lei che lo voleva!, regia di Marino Girolami e Giorgio Simonelli (1952)
- Il sogno di Zorro, regia di Mario Soldati (1953)
- Se vincessi cento milioni, regia di Carlo Campogalliani e Carlo Moscovini (1953)
- Ridere! Ridere! Ridere!, regia di Edoardo Anton (1954)
- Io piaccio, regia di Giorgio Bianchi (1955)
- Il coraggio, regia di Domenico Paolella (1955)
- Totò lascia o raddoppia?, regia di Camillo Mastrocinque (1956)
- Femmine tre volte, regia di Steno (1957)
- Totò, Vittorio e la dottoressa, regia di Camillo Mastrocinque (1957)
- Buongiorno primo amore!, regia di Marino Girolami e Antonio Momplet (1957)
- Susanna tutta panna, regia di Steno (1957)
- Gli attendenti, regia di Giorgio Bianchi (1961)
- Maciste contro Ercole nella valle dei guai, regia di Mario Mattoli (1961)
- Follie d'estate, regia di Edoardo Anton (1963)
- La più bella coppia del mondo, regia di Camillo Mastrocinque (1967)

## Varietà radiofonici
- EIAR
  - Se vincessi i milioni della Lotteria E42!..., programma di Marcello Marchesi, trasmesso il 5 gennaio 1939.
  - Alberto si fa rispettare, avventura in due tempi di Marcello Marchesi, trasmesso il 31 gennaio 1939.
  - Venite con me… al giardino zoologico, passeggiata di Marcello Marchesi, regia di Guido Barbarisi, orchestra Zeme (1941)[9]
  - Nuovissime avventure di Tom Mei poliziotto dilettante, avventure musicali di Vittorio Metz e Marcello Marchesi, regia di Riccardo Massucci, orchestra Vaccari, trasmessa il 16 dicembre 1941.
  - Fantasie segrete, rivista introspettiva di Marcello Marchesi, regia di Silvio Gigli, presentata dall'autore, orchestra Spaggiari, trasmessa l'11 marzo 1942.
  - Fuori programma n. 4, curiosità di radioascoltatori, a cura di Marcello Marchesi, regia di Nino Meloni, presenta Paolo Stoppa, trasmesso il 6 febbraio 1943.
  - Umoristi italiani al microfono, mostra personale di Marcello Marchesi, regia di Nino Meloni, trasmesso nel programma "A" il 15 febbraio 1943.
  - Il Terziglio. Le puntate

Variazioni sul tema Sale d'aspetto di Federico Fellini, Marcello Marchesi e Angelo Migneco, regia di Claudio Fino, trasmessa il 29 gennaio 1943.
Variazioni sul tema Il primo impiego di Federico Fellini, Marcello Marchesi e Angelo Migneco, regia di Claudio Fino, trasmessa il 20 febbraio 1943.
- Rai
  - Dici, Decio?, rivista di Marcello Marchesi, trasmessa il 16 novembre 1947.
  - Una notte all'anno di Marcello Marchesi, regia di Claudio Fino, trasmessa il 24 dicembre 1947.
  - La girandola, radiodivertimento a cura di Marcello Marchesi e Steno, regia di Franco Rossi, compagnia del Teatro comico di Roma, orchestra di Nello Segurini (1948)
  - Il bilione, varietà settimanale di Agenore Incrocci, Marchesi e Steno, regia di Nino Meloni, compagnia del Teatro comico di Roma, orchestra di Mario Vallini (1948)
  - Il pettegolo, varietà di Marcello Marchesi, regia di Enzo Convalli, con Carlo Dapporto (1953)
  - Il grande Jockey, varietà di Marcello Marchesi (1967)
  - Il giocone, programma a sorpresa di Maurizio Costanzo e Marcello Marchesi, regia di Roberto D'Onofrio (1973)
  - Andata e Ritorno. Programma per indaffarati, distratti e lontani, con Maurizio Costanzo

## Varietà teatrali
- Trenta donne e un cameriere, rivista di Marcello Marchesi, regia di Macario, con Macario, Wanda Osiris, Carlo Rizzo, Erika Sandri, musiche Pasquale Frustaci (1940)
- Ritorna Za-bum,[10] rivista di Marchesi e Mario Mattoli, con Carlo Ninchi, Ave Ninchi, Isa Pola e Roldano Lupi; andò in scena al Teatro Quirino di Roma durante l'occupazione tedesca, dal 10 dicembre 1943 al 6 gennaio 1944.
- Hai fatto un affare, commedia di Aldo Fabrizi, Marcello Marchesi, Mario Mattoli, regia di Mario Mattioli, con Aldo Fabrizi, Giulia Belsani, Nando Bruno, Maria Donati, Ave Ninchi, Mario Pisu, Carlo Romano, compagnia di prosa "Teatro Nostro", prima al Teatro Salone Margherita di Roma, il 14 settembre 1944.[11]
- W le donne di Marcello Marchesi, Dino Gelich, regia di Dino Gelich, con Ugo Tognazzi, Erika Sandri, Rino Salviati, Renato Mariano, Miriam Glori (1945)

## Opere
- Marcello Marchesi, Aria de Roma, Milano, La Prora, 1932.
- Marcello Marchesi, Essere o benessere, Milano, Rizzoli, 1962.
- Marcello Marchesi, Diario futile di un signore di mezza età, Milano, Rizzoli, 1963.
- Marcello Marchesi, 100 NEOPROVERBI, Vanni Scheiwiller, 1965.
- Marcello Marchesi, Il mio caminetto, Bramante, 1966.
- Marcello Marchesi, Il tuo caminetto, Landoni, 1971.
- Marcello Marchesi, Il malloppo, Milano, Bompiani, 1971. Nuova edizione Milano, La Nave di Teseo, 2024. ISBN 9788834617564.
- Marcello Marchesi, Il meglio del peggio, Milano, BUR, 1975.
- Marcello Marchesi, Il vostro caminetto, Cavallotti, 1976.
- Marcello Marchesi (con Benito Jacovitti), Kamasultra, Mega Publicitas, 1977.
- Autori vari, Scrittori Italiani di aforismi - Il Novecento, Milano, Arnoldo Mondadori, 1996, ISBN 88-04-41029-9.
- Marcello Marchesi, Sette zie, Milano, RCS - Bompiani, 2001, ISBN 88-452-9105-7.
- Marcello Marchesi, Il dottor Divago, Milano, Bompiani, 2013. Nuova edizione Milano, La nave di Teseo, 2024. ISBN 9788834617601.